# Akita (hunderace)
 For alternative betydninger, se Akita. (Se også artikler, som begynder med Akita)
Akita, Japanese Akita eller Akita Inu japansk: 秋田犬 (2 billeder til højre), American Akita (2 billeder til venstre). Akitaen er en stor japansk hunderace, som er opkaldt efter Akita-præfekturet, hvor man antager at den blev skabt. Akita'en er Japans nationalhund, og racen er højt værdsat i Japan, hvor den er anerkendt som "Japansk naturligt monument", og som sådan nøje overvåget og beskyttet af staten. Den hører til spidshundene og er af FCI placeret i gruppe 5 sektion 5. Inu betyder "hund" på japansk.

## Historie
Racens oprindelse kan spores tilbage til den yngre stenalder, 2000 år f.Kr. Både fra denne og senere perioder er der fundet spor af de japanske spidshundes stamfader i form af knogler, statuetter og afbildninger. I det 8. århundrede var Akita en uvurderlig partner for Matagi-jægerne.
Rivaliseringen mellem stærke lokale ledere førte til utallige krige, og i den periode blev Akita'en primært avlet som vagthund. Gamle tegninger og malerier viser os Akita'en som både jagt- og vagthund gennem flere århundreder. Af senere historiske skrifter ses, at hundekampe allerede i Kamakura-tiden – år 1185 til 1333 – var meget populære. Under Shogun Tsunayoshi's regeringstid – år 1680 til 1709 – blev alle dyr, specielt hunde, fredet. Shogun Tsunayoshi blev født i hundens år, og snart var Tokyo fyldt med hjemløse, sultende hunde. Regeringen byggede store kenneler i forstæderne, hvor hundene blev fodret med ris og fisk, – alt betalt af skatteyderne. I det 17. århundrede var det ikke tilladt alle at holde Akita Inu i Japan. Den var forbeholdt fine folk og nærmest betragtet som en national skat, som var forbundet med regler og ceremonier, som skulle overholdes. Forskellige farvekombinationer på liner, måder at binde disse omkring hundens hals på, ja endog et specielt sprog, man bruger overfor hunden, var nøje foreskrevet.
Racen blev brugt til jagt på mange slags dyr lige fra bjørne til småvildt og fugle og til børnepasning, når mødrene var i marken, men benyttes i vor tids Japan som familiehunde, politihunde, blindeførerhunde, inden for forsvaret, kystpatruljen og som livreddere.
Akita Inu’en har enorme kræfter, som benyttes til træk af tunge slæder..

## Temperament
Akita Inu er en meget lærenem hund, som kan afrettes og bruges til mange forskellige opgaver. Dens store værdighed kan få den til at virke noget sky og tilbageholdende, men det er ikke på grund af angst, den er tværtimod meget modig og en pålidelig vagthund
Den behøver ikke meget motion, men elsker en god svømmetur.
Opdragelsen skal påbegyndes, så snart man får den lille hvalp, og det skal være med fast, men ikke hård hånd, og især må den lære at omgås andre hunde, da den ellers kan være ret aggressiv over for artsfæller. Bør altid gå i snor i hundeparker, da Akitaen har en alfa-personlighed, og derfor har svært ved at omgås andre hunde.
Akitaer er kendt for at være modige og loyale hunde, som er meget dedikerede ift. deres ejere. En akita vil ofte være beskyttende overfor sin ejer og familie, og kan udvise lidt skepsis overfor fremmede. Hunden er både fysisk stærk og viljestærk, så det er vigtigt at opdrage hunden korrekt og socialisere den fra en tidlig alder. Træningen af hunden kan kræve lidt mere tid end normalt, da racen kan udvise stædighed og viljefasthed.

## Udseende
Akita Inu’en er symmetrisk, kraftigt bygget med lige ryg og meget dybt bryst. Den tykke hale bæres stramt oprullet enten mod højre eller venstre. Hovedet er kraftigt med små let trekantede øjne og forholdsvis små trekantede ører. Den ydre pels er grov, medens underpelsen er blød og tæt. Der findes flere farvevarianter fra helt sort over forskellige melerede til ensfarvet rød eller hvid. Skulderhøjde for hanner: 66,5 cm, for tæver: 60,5 cm.